# Deputati della Legislatura 2016-2020 della Romania
Questo elenco riporta i nomi dei deputati della legislatura 2016-2020 della Romania dopo le elezioni parlamentari del 2016 per gruppo parlamentare di adesione nella "composizione storica".

## Riepilogo della composizione
Di seguito tabella riassuntiva del numero dei mandati suddivisi per gruppo parlamentare ad inizio e fine legislatura e al 1º gennaio di ogni anno.
| Gruppi parlamentari | Gruppi parlamentari                     | Inizio | 2017 | 2018 | 2019 | 2020 | 16 dic. 2020 | Fine | Differenza tra fine e inizio legislatura |
| ------------------- | --------------------------------------- | ------ | ---- | ---- | ---- | ---- | ------------ | ---- | ---------------------------------------- |
|                     | Partito Social Democratico              | 154    | 154  | 152  | 149  | 129  | 131          | 122  | -32                                      |
|                     | Partito Nazionale Liberale              | 69     | 69   | 68   | 68   | 72   | 82           | 82   | +13                                      |
|                     | Unione Salvate la Romania               | 30     | 30   | 28   | 27   | 27   | 25           | 4    | -26                                      |
|                     | Unione Democratica Magiara di Romania   | 21     | 21   | 21   | 21   | 21   | 20           | 20   | -1                                       |
|                     | Alleanza dei Liberali e dei Democratici | 20     | 20   | 15   | 19   | 15   | -            | -    | -20                                      |
|                     | Partito del Movimento Popolare          | 18     | 18   | 16   | 12   | 13   | 15           | 15   | -3                                       |
|                     | PRO Europa                              | -      | -    | -    | -    | 28   | 21           | 21   | +21                                      |
|                     | Minoranze etniche                       | 17     | 17   | 17   | 17   | 17   | 17           | 17   | -                                        |
|                     | Non iscritti                            | -      | -    | 11   | 16   | 7    | 12           | 11   | +11                                      |
| Totale              | Totale                                  | 329    | 329  | 328  | 329  | 329  | 323          | 292  |                                          |

## Gruppi parlamentari
Partito Social Democratico
Dal giugno 2020 composto anche dai membri del Partito del Potere Umanista.
 Presidente 
- Alfred Robert Simonis (dal 25 febbraio 2019 al 19 dicembre 2020)
- Daniel Suciu (dal 1º febbraio 2018 al 25 febbraio 2019)
- Ioan Munteanu (dal 29 giugno 2017 al 23 gennaio 2018)
- Marcel Ciolacu (dal 1º febbraio 2017 al 29 giugno 2017)
- Eugen Nicolicea (fino al 1º febbraio 2017)

 Vicepresidenti 
- Ioana Bran (dal 2 settembre 2019)
- Silviu Nicu Macovei (dal 2 settembre 2019)
- Dănuț Păle (dal 2 settembre 2019)
- Ștefan Ovidiu Popa (dal 2 settembre 2019)
- Violeta Răduț (dal 2 settembre 2019)
- Ciprian Șerban (dal 4 febbraio 2019)
- Radu Babuș (dal 3 aprile 2018)
- Laura Fulgeanu-Moagher (dal 3 aprile 2018)
- Vlad Bontea (dal 6 febbraio 2018)
- Ioan Dîrzu (dal 1º febbraio 2018)
- Costel Lupașcu (dal 1º febbraio 2018)
- Florin Popa (dal 1º febbraio 2018)
- Beatrice Tudor (dal 24 aprile 2017)
- Ștefan Mușoiu (dal 3 febbraio 2020 al 19 dicembre 2020)
- Luminița Jivan (dal 2 settembre 2019 al 1º settembre 2020)
- Daniel Suciu (fino al 1º febbraio 2018 e dal 26 novembre 2019 al 3 febbraio 2020)
- Gabriel Horia Nasra (dal 1º febbraio 2018 al 2 settembre 2019)
- Tudor Ciuhodaru (dal 13 novembre 2017 al 13 giugno 2019)
- Alfred Robert Simonis (dal 1º febbraio 2018 al 25 febbraio 2019)
- Viorel Chiriac (fino al 3 aprile 2018)
- Mirela Furtună (dal 1º febbraio 2018 al 3 aprile 2018)
- Simona Bucura Oprescu (fino al 1º febbraio 2018)
- Marius Budăi (dal 24 aprile 2017 al 1º febbraio 2018)
- Ion Călin (fino al 1º febbraio 2018)
- Oana Consuela Florea (dal 13 novembre 2017 al 1º febbraio 2018)
- Natalia Intotero (fino al 1º febbraio 2018)
- Lucreția Roșca (fino al 1º febbraio 2018)
- Dumitru Chiriță (fino al 13 novembre 2017)
- Ioan Munteanu (fino al 29 giugno 2017)

 Segretari 
- Vasile Cîtea
- Nicu Niță (dal 2 settembre 2019)
- Aida Căruceru (dal 1º febbraio 2018)
- Maricela Cobuz (dal 1º febbraio 2018)
- Dănuț Păle (fino al 2 settembre 2019)
- Alfred Robert Simonis (fino al 19 giugno 2017)

 Membri 
- Dănuț Andrușcă
- Vasile Axinte
- Radu Babuș
- Eugen Bejinariu
- Tudorița Rodica Boboc
- Valentin Gabriel Boboc
- Gheorghe Dănuț Bogdan
- Vlad Bontea
- Marius Bota
- Ioana Bran
- Simona Bucura Oprescu
- Corneliu Florin Buicu
- Aurel Căciulă
- Dorel Gheorghe Căprar
- Aida Căruceru
- Viorel Chiriac
- Dan Ciocan
- Tamara Dorina Ciofu
- Vasile Cîtea
- Maricela Cobuz
- Vasile Cocoș
- Andreea Cosma
- Cristina Elena Dinu
- Ioan Dîrzu
- Ionela Viorela Dobrică
- Nicolae Dobrovici Bacalbașa
- Ileana Cristina Dumitrache
- Costel Neculai Dunava
- Oana Consuela Florea
- Ionel Floroiu
- Laura Mihaela Fulgeanu Moagher
- Mirela Furtună
- Camelia Gavrilă
- Bianca Miruna Gavriliță
- Georgeta Carmen Holban
- Iulian Iancu
- Marius Ionel Iancu
- Claudiu Augustin Ilișanu
- Natalia Intotero
- Cornel Itu
- Costel Lupașcu
- Silviu Nicu Macovei
- Petre Manole
- Călin Vasile Andrei Matei
- Mitică Marius Mărgărit
- Carmen Mihălcescu
- Gabriel Horia Nasra
- Eugen Neață
- Andrei Nicolae
- Eugen Nicolicea
- Nicu Niță
- Iuliu Nosa
- Daniela Oteșanu
- Adriana-Doina Pană
- Rodica Paraschiv
- Dănuț Păle
- Eliza Mădălina Peța Ștefănescu
- Liviu Pleșoianu
- Andrei Pop
- Florin Popa
- Ștefan Ovidiu Popa
- Alexandra Presură
- Alexandru Rădulescu
- Cătălin Rădulescu
- Ioan Sorin Roman
- Lucreția Roșca
- Alexandru Rotaru
- Răzvan Ilie Rotaru
- Lucian Eduard Simion
- Alfred Robert Simionis
- Gheorghe Dinu Socotar
- Adrian Solomon
- Irinel Ioan Stativă
- Alexandru Stănescu
- Elvira Șarapatin
- Ciprian Constantin Șerban
- Gheorghe Șimon
- Theodora Șotcan
- Lucian Șova
- Alina Elena Tănăsescu
- Ioan Terea
- Angel Tîlvăr
- Adrian Todor
- Ilie Toma
- Florin Dan Tripa
- Beatrice Tudor
- Adriana Diana Tușa
- Răzvan Ion Ursu
- Radu Costin Vasilică
- George Gabriel Vișan
- Mihaiță Vîrză
- Mihai Weber
- Radu Barb (dal 27 ottobre 2020)
- George Cristian Mitricof (dal 27 ottobre 2020)
- Marin Preda (dal 27 ottobre 2020)
- Karmencita Pricop (dal 27 ottobre 2020)
- Marin Traian Radu (dal 27 ottobre 2020)
- Eusebiu Manea Pistru Popa (dal 1º settembre 2020)
- Eugen Durbacă (dal 24 giugno 2020)
- Andrei Gerea (dal 24 giugno 2020)
- Anton Anton (dal 3 giugno 2020)
- Constantin Avram (dal 3 giugno 2020)
- Steluța Gustica Cătăniciu (dal 3 giugno 2020)
- Daniel Olteanu (dal 3 giugno 2020)
- Mihai Doru Oprișcan (dal 3 giugno 2020)
- Varujan Vosganian (dal 3 giugno 2020)
- Ștefan Alexandru Băișanu (dal 3 febbraio 2020)
- Grațiela Gavrilescu (dal 3 febbraio 2020)
- Alexandra Bogaciu (fino al 4 febbraio 2019 e dal 3 febbraio 2020)
- Georgian Pop (fino al 4 febbraio 2019 e dal 3 febbraio 2020)
- Petru Bogdan Cojocaru (dal 25 giugno 2019)
- Laura Georgescu (dal 25 giugno 2019)
- Florin Mircea (dal 25 giugno 2019)
- Petre Cioabă (dal 5 giugno 2019)
- Constantin Cătălin Zamfira (fino al 14 novembre 2018 e dal 4 febbraio 2019)
- Cristian George Sefer (dal 12 novembre 2018)
- Viorel Stan (dal 13 febbraio 2018)
- Dumitru Gherman (dal 4 settembre 2017)
- Claudia Gilia (dal 4 settembre 2017)
- Sorinel Marian Vrăjitoru (dal 4 settembre 2017)
- Violeta Răduț (dal 21 febbraio 2017)
- Matei Suciu (dal 16 gennaio 2017)
- Anișoara Radu (dal 16 gennaio 2017)
- Daniel Suciu (fino al 19 dicembre 2020)
- Alfred Robert Simonis (fino al 19 dicembre 2020)
- Ștefan Mușoiu (fino al 19 dicembre 2020)
- Roxana Mînzatu (fino al 19 dicembre 2020)
- Nicușor Halici (fino al 19 dicembre 2020)
- Nicolae Georgescu (fino al 19 dicembre 2020)
- Marcel Ciolacu (fino al 19 dicembre 2020)
- Marius Budăi (fino al 19 dicembre 2020)
- Răzvan Cuc (fino al 17 dicembre 2020)
- Nicolaie Sebastian Valentin Radu (fino al 9 dicembre 2020)
- Florin Iordache (fino al 23 novembre 2020)
- Dragoș Petruț Bârlădeanu (fino al 27 ottobre 2020)
- Laurențiu Nistor (fino al 27 ottobre 2020)
- Nicolae Velcea (fino al 27 ottobre 2020)
- Marian Țachianu (dal 25 giugno 2019 al 27 ottobre 2020)
- Sorin Lazăr (fino al 15 ottobre 2020)
- Ion Călin (fino al 15 ottobre 2020)
- Corneliu Ștefan (fino al 15 ottobre 2020)
- Lia Olguța Vasilescu (fino al 14 ottobre 2020)
- Marian Gheorghe Cucșa (dal 3 febbraio 2020 all'8 settembre 2020)
- Luminița Jivan (fino al 1º settembre 2020)
- Valeriu Steriu (dal 29 maggio 2018 al 30 agosto 2020)
- Marilena Emilia Meiroșu (fino al 22 maggio 2018 e dal 20 gennaio 2020 al 25 agosto 2020)
- Alina Teiș (dal 4 settembre 2017 al 23 giugno 2020)
- Mircea Drăghici (fino al 25 febbraio 2020)
- Ana Birchall (fino al 3 febbraio 2020)
- Remus Borza (dal 3 giugno 2019 al 20 gennaio 2020)
- Cristina Burciu (fino al 18 dicembre 2019)
- Neculai Iftimie (fino al 18 dicembre 2019)
- Elena Hărătău (dal 9 luglio 2018 al 9 dicembre 2019)
- Octavian Goga (dal 18 giugno 2017 al 15 ottobre 2019)
- Mihăiță Găină (fino al 2 ottobre 2019)
- Gabriel Petrea (fino al 14 ottobre 2019)
- Emanuel Iuliu Havrici (fino al 2 settembre 2019)
- Alexandru Bălănescu (fino al 26 agosto 2019)
- Liviu Ioan Balint (dal 1º settembre 2017 al 26 agosto 2019)
- Florinel Stancu (fino al 26 agosto 2019)
- Damian Florea (dall'11 marzo 2018 al 24 giugno 2019)
- Mihai Valentin Popa (fino al 24 giugno 2019)
- Viorel Ștefan (fino al 24 giugno 2019)
- Rovana Plumb (fino al 19 giugno 2019)
- Tudor Ciuhodaru (fino al 13 giugno 2019)
- Mihai Mohaci (fino al 12 giugno 2019)
- Liviu Dragnea (fino al 29 maggio 2019)
- Petru Sorin Marica (fino al 15 aprile 2019)
- Alexandru Ioan Andrei (fino al 18 febbraio 2019)
- Ion Mocioalcă (fino al 4 febbraio 2019)
- Radu Adrian Pau (fino al 4 febbraio 2019)
- Octavian Petric (fino al 4 febbraio 2019)
- Mihai Tudose (fino al 4 febbraio 2019)
- Oana Silvia Vlăducă (fino al 4 febbraio 2019)
- Ion Spânu (fino al 10 dicembre 2018)
- Mihaela Huncă (fino al 5 settembre 2018)
- Nicolae Bănicioiu (fino al 29 maggio 2018)
- Mircea Titus Dobre (fino al 24 maggio 2018)
- Gabriela Podașcă (dal 13 febbraio 2018 al 24 maggio 2018)
- Cătălin Nechifor (fino al 21 maggio 2018)
- Gabriel Vlase (fino al 5 luglio 2018)
- Ioan Munteanu (fino al 23 gennaio 2018)
- Leonardo Badea (fino al 4 luglio 2017)
- Iulian Iacomi (fino al 4 luglio 2017)
- Adrian Ionuț Gâdea (fino al 27 gennaio 2017)
- Călin Ionel Dobra (fino al 4 gennaio 2017)
- Andaluzia Luca (fino al 4 gennaio 2017)
- Dumitru Chiriță (fino al 20 novembre 2017)
- Ovidiu Ioan Sitterli (fino al 9 ottobre 2017)
- Victor Ponta (fino al 5 settembre 2017)
- Alin Văcaru (fino al 5 settembre 2017)
- Marina Adelina Coste (fino al 13 agosto 2017)
- Constantin Trușcă (fino al 17 luglio 2017)

Partito Nazionale Liberale
 Presidente 
- Florin Claudiu Roman (dal 26 novembre 2019)
- Raluca Turcan (fino al 26 novembre 2019)

 Vicepresidenti 
- Vasile Florin Stamatian (dal 3 febbraio 2020)
- Antoneta Ioniță (dal 3 febbraio 2020)
- Cezar Preda (dal 26 novembre 2019)
- Victor Paul Dobre (dal 1º febbraio 2017 al 3 settembre 2018 e dal 2 settembre 2019)
- Pavel Popescu (dal 1º settembre 2017 al 1º febbraio 2018 e dal 4 febbraio 2019)
- Claudiu Vasile Răcuci (dal 4 febbraio 2019)
- Gabriel Andronache (dal 3 settembre 2018)
- Ioan Cupșa (dal 1º settembre 2017 al 1º febbraio 2018 e dal 3 settembre 2018)
- Nicolae Giugea (dal 3 settembre 2018)
- Lucian Ovidiu Heiuș (dal 3 settembre 2018)
- Cristina Trăilă (dal 3 settembre 2018)
- Nicolae Neagu (dal 1º settembre 2017)
- Dan Vîlceanu (dal 1º febbraio 2017)
- Virgil Daniel Popescu (dal 1º febbraio 2018 al 26 novembre 2019)
- Laurențiu Dan Leoreanu (dal 3 settembre 2018 al 2 settembre 2019)
- Andrei Daniel Gheorghe (fino al 3 settembre 2018)
- Lucian Bode (dal 1º settembre 2017 al 1º febbraio 2018)
- Găvrilă Ghilea (fino al 1º febbraio 2018)
- Corneliu Olar (fino al 1º febbraio 2018)
- Cristinel Romanescu (dal 1º settembre 2017 al 1º febbraio 2018)
- Ion Ștefan (fino al 1º febbraio 2018)
- Răzvan Sorin Prișcă (dal 1º febbraio 2017 al 1º settembre 2017)
- Florin Claudiu Roman (dal 1º febbraio 2017 al 1º settembre 2017)
- Valeria Diana Schelean Șomfelean (fino al 1º settembre 2017)
- Eugen Nicolăescu (fino al 1º giugno 2017)

 Segretari 
- Florica Cherecheș

 Membri 
- Vasile Cristian Achiței
- Roberta Anastase
- Gabriel Andronache
- Ben Oni Ardelean
- Ioan Balan
- Dănuț Bica
- Lucian Bode
- Aurel Robert Boroianu
- Cristian Buican
- Sorin Ioan Bumb
- Mara Daniela Calista
- Florica Cherecheș
- Viorica Cherecheș
- Corneliu Mugurel Cozmanciuc
- Mihai Culeafă
- Ioan Cupșa
- Victor Paul Dobre
- Angelica Fădor
- Andrei Daniel Gheorghe
- Tinel Gheorghe
- Bogdan Gheorghiu
- Găvrilă Ghilea
- Nicolae Giugea
- Vasile Gudu
- Lucian Ovidiu Heiuș
- Bogdan Iulian Huțucă
- George Ionescu
- Antoneta Ioniță
- Laurențiu Dan Leoreanu
- Tudorița Lungu
- Mara Mareș
- Dumitru Mihalescul
- Sorin Dan Moldovan
- Nicolae Neagu
- Romeo Florin Nicoară
- Corneliu Olar
- Dumitru Oprea
- Nechita Adrian Oros
- Ionel Palăr
- Marilen Gabriel Pirtea
- Pavel Popescu
- Virgil Daniel Popescu
- Cezar Preda
- Cătălin Predoiu
- Răzvan Sorin Prișcă
- Ovidiu Raețchi
- Claudiu Vasile Răcuci
- Florin Claudiu Roman
- Cristinel Romanescu
- Adriana Săftoiu
- Valeria Diana Schelean Șomfelean
- Robert Sighiartău
- Vasile Florin Stamatian
- Ionuț Marian Stroe
- George Șișcu
- Constantin Șovăială
- Ion Ștefan
- Gigel Știrbu
- Raluca Turcan
- Glad Aurel Varga
- Vasile Varga
- Dan Vîlceanu
- Mihai Alexandru Voicu
- Iulian Alexandru Muraru (dal 27 ottobre 2020)
- Marilena Emilia Meiroșu (dal 25 agosto 2020)
- Florică Ică Calotă (dal 9 marzo 2020)
- Toma Petcu (dal 9 marzo 2020)
- Marius Gheorghe Surgent (dal 9 marzo 2020)
- Ion Tabugan (dal 9 marzo 2020)
- Liviu Ioan Balint (dal 20 gennaio 2020)
- Mircea Marian Banias (dal 20 gennaio 2020)
- Sorin Cîmpeanu (dal 20 gennaio 2020)
- Damian Florea (dal 20 gennaio 2020)
- Daniel Constantin (dal 20 gennaio 2020)
- Remus Borza (dal 20 gennaio 2020)
- Cristina Burciu (dal 18 dicembre 2019)
- Elena Hărătău (dal 9 dicembre 2019)
- Mihăiță Găină (dal 4 dicembre 2019)
- Alexandru Ioan Andrei (dal 12 giugno 2019)
- Matei Adrian Dobrovie (dal 19 novembre 2018)
- Ovidiu Ioan Sitterli (dal 20 giugno 2018)
- Cristina Trăilă (dal 27 giugno 2017)
- Costel Alexe (fino al 26 ottobre 2020)
- Marius Bodea (fino al 30 giugno 2020)
- Daniel Olteanu (fino al 23 maggio 2018)
- Mihai Doru Oprișcan (fino al 28 marzo 2018)
- Eusebiu Manea Pistru Popa (fino al 6 dicembre 2017)
- Eugen Nicolăescu (fino al 1º giugno 2017)

 Unione Salvate la Romania 
 Presidente 
- Cătălin Drulă (dal 3 febbraio 2020 al 18 dicembre 2020)
- Stelian Ion (dal 2 settembre 2019 al 3 febbraio 2020)
- Mădălina Prună (dal 4º febbraio 2019 al 2 settembre 2019)
- Dan Barna (dal 3 settembre 2018 al 4 febbraio 2019)
- Claudiu Năsui (dal 1º febbraio 2018 al 3 settembre 2018)
- Cristian Seidler (dal 27 giugno 2017 al 1º febbraio 2018)
- Nicușor Dan (fino al 27 giugno 2017)

 Vicepresidenti 
- Dumitru Lupescu (dal 3 febbraio 2020)
- Nicolae Daniel Popescu (dal 4 febbraio 2019)
- Adrian Claudiu Prisnel (dal 3 settembre 2018)
- Iulian Bulai (dal 3 febbraio 2020 al 18 dicembre 2020)
- Stelian Ion (dal 3 settembre 2018 al 2 settembre 2019 e dal 3 febbraio 2020 al 18 dicembre 2020)
- Silviu Dehelean (dal 3 settembre 2018 al 4 febbraio 2019 e dal 2 settembre 2019 al 18 dicembre 2020)
- Bogdan Ionel Rodeanu (dal 1º settembre 2017 al 18 dicembre 2020)
- Claudiu Năsui (dal 2 settembre 2019 al 18 dicembre 2020)
- Emanuel Ungureanu (dal 2 settembre 2019 al 18 dicembre 2020)
- Mădălina Prună (dal 1º febbraio 2018 al 4 febbraio 2019 e dal 2 settembre 2019)
- Sergiu Cosmin Vlad (dal 2 settembre 2019 al 2 novembre 2020)
- Dan Barna (fino al 3 settembre 2018 e dal 4 febbraio 2019)
- Cosette Chichirău (dal 1º febbraio 2017 al 1º febbraio 2018 e dal 4 febbraio 2019 al 3 febbraio 2020)
- Lucian Daniel Stanciu Viziteu (dal 1º settembre 2017 al 31 gennaio 2018 e dal 4 febbraio 2019 al 3 febbraio 2020)
- Mihai Botez (dal 2 settembre 2019 al 3 febbraio 2020)
- Cătălin Drulă (fino al 2 settembre 2019)
- Liviu Ionuț Moșteanu (dal 3 settembre 2018 al 2 settembre 2019)
- Vlad Emanuel Duruș (dal 1º febbraio 2018 al 2 settembre 2019)
- Tudor Vlad Benga (dal 1º febbraio 2018 al 4 febbraio 2019)
- Lavinia Corina Cosma (dal 1º settembre 2017 al 3 settembre 2018)
- Matei Adrian Dobrovie (dal 1º settembre 2017 al 3 settembre 2018)
- Cristian Ghinea (dal 1º settembre 2017 al 1º febbraio 2018)
- Cristian Seidler (fino al 27 giugno 2017)

 Segretari 
- Cristina Ionela Iurișniți (dal 3 febbraio 2020 al 18 dicembre 2020)
- Mihai Botez (dal 1º settembre 2017 al 1º febbraio 2018 e dal 3 febbraio 2020 al 18 dicembre 2020)
- Dumitru Lupescu (dal 3 settembre 2018 al 3 febbraio 2020)
- Cornel Zainea (dal 3 settembre 2018 al 3 febbraio 2020)
- Tudor Rareș Pop (dal 1º settembre 2017 al 3 settembre 2018)
- Lucian Daniel Stanciu Viziteu (dal 1º febbraio 2018 al 3 settembre 2018)
- Lavinia Corina Cosma (fino al 1º settembre 2017)
- Claudiu Năsui (dal 1º febbraio 2017 al 1º settembre 2017)

 Membri 
- Dumitru Lupescu
- Adrian Claudiu Prisnel
- Alin Ionuț Arsu (dal 25 giugno 2019)
- Nicolae Daniel Popescu (dal 19 aprile 2017)
- Dan Barna (fino al 18 dicembre 2020)
- Tudor Vlad Benga (fino al 18 dicembre 2020)
- Mihai Botez (fino al 18 dicembre 2020)
- Iulian Bulai (fino al 18 dicembre 2020)
- Cosette Chichirău (fino al 18 dicembre 2020)
- Silviu Dehelean (fino al 18 dicembre 2020)
- Cătălin Drulă (fino al 18 dicembre 2020)
- Vlad Emanuel Duruș (fino al 18 dicembre 2020)
- Stelian Ion (fino al 18 dicembre 2020)
- Cristina Ionela Iurișniți (fino al 18 dicembre 2020)
- Liviu Ionuț Moșteanu (fino al 18 dicembre 2020)
- Claudiu Năsui (fino al 18 dicembre 2020)
- Tudor Rareș Pop (fino al 18 dicembre 2020)
- Mădălina Prună (fino al 18 dicembre 2020)
- Bogdan Ionel Rodeanu (fino al 18 dicembre 2020)
- Cristian Seidler (fino al 18 dicembre 2020)
- Emanuel Dumitru Ungureanu (fino al 18 dicembre 2020)
- Dan Mihai Sfărăilă (dal 17 novembre 2020 al 18 dicembre 2020)
- Ciprian Necula (dal 13 ottobre 2020 al 18 dicembre 2020)
- Silviu Nicolaie Cernat (dal 27 ottobre 2020 al 18 dicembre 2020)
- Alexandru Ciurea (dal 27 ottobre 2020 al 18 dicembre 2020)
- Sergiu Cosmin Vlad (fino al 2 novembre 2020)
- Lucian Daniel Stanciu Viziteu (fino al 27 ottobre 2020)
- Nicușor Dan (fino al 20 ottobre 2020)
- Cornel Zainea (fino all'8 ottobre 2020)
- Lavinia Corina Cosma (fino al 1º settembre 2020)
- Dan Răzvan Rădulescu (fino al 1º settembre 2020)
- Cristian Ghinea (fino al 14 giugno 2019)
- Matei Adrian Dobrovie (fino al 15 ottobre 2018)
- Oana Bîzgan (fino al 20 novembre 2017)
- Adrian Octavian Dohotaru (fino al 13 novembre 2017)
- Manuel Costescu (fino al 3 marzo 2017)

 PRO Europa 
Costituito il 29 maggio 2019. Formato dai deputati di PRO Romania e, dal settembre all'ottobre 2019, dall'Alleanza dei Liberali e dei Democratici.
Presidente
- Victor Ponta

Vicepresidenti
- Alina Teiș (dal 1º settembre 2020)
- Alexandru Bălănescu (dal 3 febbraio 2020)
- Mihaela Huncă (dal 3 febbraio 2020)
- Mihai Mohaci (dal 3 febbraio 2020)
- Mircea Titus Dobre (dal 2 settembre 2019)
- Cătălin Nechifor (dal 2 settembre 2019)
- Octavian Petric (dal 2 settembre 2019)
- Florinel Stancu (dal 2 settembre 2019)
- Oana Silvia Vlăducă (dal 2 settembre 2019)
- Gabriela Podască (dal 26 giugno 2019)
- Daniel Constantin (fino al 2 settembre 2019)
- Ion Mocioalcă (dal 26 giugno 2019 al 2 settembre 2019)
- Mihai Tudose (fino al 19 giugno 2019)

 Segretari 
- Alin Văcaru (dal 26 giugno 2019)
- Gabriela Podască (fino al 26 giugno 2019)

Membri
- Nicolae Bănicioiu (dal 29 maggio 2019)
- Mircea Titus Dobre (dal 29 maggio 2019)
- Mihaela Huncă (dal 29 maggio 2019)
- Petru Sorin Marica (dal 29 maggio 2019)
- Ion Mocioalcă (dal 29 maggio 2019)
- Cătălin Nechifor (dal 29 maggio 2019)
- Radu Adrian Pau (dal 29 maggio 2019)
- Octavian Petric (dal 29 maggio 2019)
- Gabriela Podașcă (dal 29 maggio 2019)
- Victor Ponta (dal 29 maggio 2019)
- Ion Spânu (dal 29 maggio 2019)
- Alin Văcaru (dal 29 maggio 2019)
- Oana Silvia Vlăducă (dal 29 maggio 2019)
- Alina Teiș (dal 23 giugno 2020)
- Mihai Niță (dal 14 ottobre 2019)
- Gabriel Petrea (dal 14 ottobre 2019)
- Emanuel Iuliu Havrici (dal 2 settembre 2019)
- Alexandru Bălănescu (dal 26 agosto 2019)
- Florinel Stancu (dal 26 agosto 2019)
- Mihai Valentin Popa (dal 24 giugno 2019)
- Mihai Mohaci (dal 12 giugno 2019)
- Eugen Durbacă (dal 29 maggio 2019 al 24 giugno 2020)
- Alexandra Bogaciu (dal 29 maggio 2019 al 3 febbraio 2020)
- Georgian Pop (dal 29 maggio 2019 al 3 febbraio 2020)
- Liviu Ioan Balint (dal 26 agosto 2019 al 20 gennaio 2020)
- Damian Florea (dal 24 giugno 2019 al 20 gennaio 2020)
- Sorin Cîmpeanu (dal 29 maggio 2019 al 20 gennaio 2020)
- Mircea Marius Banias (dal 29 maggio 2019 al 20 gennaio 2020)
- Marilena Emilia Meiroșu (dal 29 maggio 2019 al 20 gennaio 2020)
- Daniel Constantin (dal 29 maggio 2019 al 26 novembre 2019)
- Dumitru Lovin (dal 2 ottobre 2019 al 21 ottobre 2019)
- Anton Anton (dal 23 settembre 2019 al 21 ottobre 2019)
- Constantin Avram (dal 23 settembre 2019 al 21 ottobre 2019)
- Florică Ică Calotă (dal 23 settembre 2019 al 21 ottobre 2019)
- Steluța Gustica Cătăniciu (dal 23 settembre 2019 al 21 ottobre 2019)
- Andrei Gerea (dal 23 settembre 2019 al 21 ottobre 2019)
- Adrian Mocanu (dal 23 settembre 2019 al 21 ottobre 2019)
- Daniel Olteanu (dal 23 settembre 2019 al 21 ottobre 2019)
- Mihai Doru Oprișcan (dal 23 settembre 2019 al 21 ottobre 2019)
- Toma Petcu (dal 23 settembre 2019 al 21 ottobre 2019)
- Eusebiu Manea Pistru Popa (dal 23 settembre 2019 al 21 ottobre 2019)
- Marius Gheorghe Surgent (dal 23 settembre 2019 al 21 ottobre 2019)
- Ion Tabugan (dal 23 settembre 2019 al 21 ottobre 2019)
- Varujan Vosganian (dal 23 settembre 2019 al 21 ottobre 2019)
- Mihai Tudose (dal 29 maggio 2019 al 19 giugno 2019)

 Alleanza dei Liberali e dei Democratici 
Disciolto una prima volta il 18 settembre 2019 e ricostituito il 21 ottobre 2019. Disciolto per la seconda volta il 10 febbraio 2020.
 Presidente 
- Toma Petcu (dal 21 ottobre 2019 al 10 febbraio 2020)
- Varujan Vosganian (dal 1º settembre 2017 al 18 settembre 2019)
- Constantin Avram (fino al 1º settembre 2017)

 Vicepresidenti 
- Steluța Gustica Cătăniciu (dal 21 ottobre 2019 al 10 febbraio 2020)
- Adrian Mocanu (dal 21 ottobre 2019 al 10 febbraio 2020)
- Ion Tabugan (dal 21 ottobre 2019 al 10 febbraio 2020)
- Daniel Olteanu (dal 3 settembre 201 al 18 settembre 2019 e dal 21 ottobre 2019 al 10 febbraio 2020)
- Eusebiu Manea Popa Pistru (dall'11 settembre 2019 al 18 settembre 2019)
- Ștefan Alexandru Băișanu (fino all'11 settembre 2019)
- Marian Gheorghe Cucșa (fino all'11 settembre 2019)
- Ion Cupă (dal 1º febbraio 2018 all'11 settembre 2019)

 Segretari 
- Marius Gheorghe Surgent (dal 6 giugno 2017 al 18 settembre 2019 e dal 21 ottobre al 10 febbraio 2020)
- Damian Florea (fino al 20 giugno 2017)

 Membri 
- Anton Anton (fino al 18 settembre 2019 e dal 21 ottobre 2019 al 10 febbraio 2020)
- Constantin Avram (fino al 18 settembre 2019 e dal 21 ottobre 2019 al 10 febbraio 2020)
- Florică Ică Calotă (fino al 18 settembre 2019 e dal 21 ottobre 2019 al 10 febbraio 2020)
- Steluța Gustica Cătăniciu (fino al 18 settembre 2019 e dal 21 ottobre 2019 al 10 febbraio 2020)
- Andrei Gerea (fino al 18 settembre 2019 e dal 21 ottobre 2019 al 10 febbraio 2020)
- Dumitru Lovin (fino al 18 settembre 2019 e dal 21 ottobre 2019 al 10 febbraio 2020)
- Toma Petcu (fino al 18 settembre 2019 e dal 21 ottobre 2019 al 10 febbraio 2020)
- Marius Gheorghe Surgent (fino al 18 settembre 2019 e dal 21 ottobre 2019 al 10 febbraio 2020)
- Varujan Vosganian (fino al 18 settembre 2019 e dal 21 ottobre 2019 al 10 febbraio 2020)
- Adrian Mocanu (dal 5 luglio 2018 al 18 settembre 2019 e dal 21 ottobre 2019 al 10 febbraio 2020)
- Daniel Olteanu (dal 27 giugno 2018 al 18 settembre 2019 e dal 21 ottobre 2019 al 10 febbraio 2020)
- Mihai Doru Oprișcan (dal 4 giugno 2018 al 18 settembre 2019 e dal 21 ottobre 2019 al 10 febbraio 2020)
- Ion Tabugan (dal 4 giugno 2018 al 18 settembre 2019 e dal 21 ottobre 2019 al 10 febbraio 2020)
- Eusebiu Manea Pistru Popa (dal 6 dicembre 2017 al 18 settembre 2019 e dal 21 ottobre 2019 al 10 febbraio 2020)
- Ion Cupă (fino al 16 settembre 2019 e dal 21 ottobre 2019 al 28 gennaio 2020)
- Ștefan Alexandru Băișanu (fino al 16 settembre 2019)
- Marian Gheorghe Cucșa (fino al 16 settembre 2019)
- Grațiela Gavrilescu (fino al 16 settembre 2019)
- Mihai Niță (fino al 16 settembre 2019)
- Remus Borza (fino al 4 settembre 2017)
- Sorin Cîmpeanu (fino al 20 giugno 2017)
- Damian Florea (fino al 20 giugno 2017)
- Mircea Marius Banias (fino all'8 maggio 2017)
- Daniel Constantin (fino all'8 maggio 2017)
- Eugen Durbacă (fino all'8 maggio 2017)

Unione Democratica Magiara di Romania
 Presidente 
- Zacharie Benedek (dal 3 febbraio 2020)
- Attila Korodi (fino al 3 febbraio 2020)

 Vicepresidenti 
- Árpád Francisc Márton
- Ödön Szabó

 Segretari 
- Norbert Apjok (dal 1º febbraio 2018)
- József György Kulcsár Terza (fino al 1º febbraio 2018)

 Membri 
- Izabella Agnes Ambrus
- István János Antal
- Norbert Apjok
- Sándor Bende
- Zacharie Benedek
- Erika Benkő
- Zsolt Istvan Biro
- Rozália Biró
- Éva Andrea Csép
- Botond Csoma
- István Erdei Dolóczki
- Petru Farago
- Hunor Kelemen
- József György Kulcsár Terza
- Loránd Bálint Magyar
- Árpád Francisc Márton
- Csaba István Sebestyén
- Dénes Seres
- Ödön Szabó
- Levente Vass
- Attila Korodi (fino al 27 ottobre 2020)

Partito del Movimento Popolare
 Presidente 
- Emil Pașcan (dal 24 giugno 2019)
- Eugen Tomac (fino al 20 giugno 2019)

 Vicepresidenti 
- Petru Movilă
- Constantin Codreanu (dal 3 febbraio 2020)
- Costin Sebastian Moise (dal 3 febbraio 2020)
- Cornel Mircea Sămărtinean (dal 2 settembre 2019)
- Adrian Mihăiță Todoran (dal 2 luglio 2018)
- Ionuț Simionca (dal 18 settembre 2017)
- Robert Turcescu (dal 1º settembre 2017)
- Ion Tabugan (fino al 1º settembre 2017 e dal 18 settembre 2017 al 22 maggio 2018)

 Segretari 
- Nicoleta Cătălina Bozianu

 Membri 
- Nicoleta Cătălina Bozianu
- Corneliu Bichineț
- Constantin Codreanu
- Doru Petrișor Coliu
- Cătălin Cristache
- Petru Movilă
- Emil Pașcan
- Cornel Mircea Sămărtinean
- Ionuț Simionca
- Adrian Mihăiță Todoran
- Robert Turcescu
- Adrian Mocanu (fino al 5 luglio 2018 e dal 9 marzo 2020)
- Gabriel Rădulescu (dal 2 settembre 2020 al 23 novembre 2020)
- Eusebiu Manea Pistru Popa (dal 2 aprile 2020 al 1º settembre 2020)
- Ion Cupă (dal 28 gennaio 2020)
- Alexandru Teacă (dal 15 ottobre 2019)
- Costin Sebastian Moise (dal 25 giugno 2019)
- Eugen Tomac (fino al 20 giugno 2019)
- Cristian George Sefer (fino al 12 novembre 2018)
- Valeriu Steriu (fino al 29 maggio 2018)
- Ion Tabugan (fino al 22 maggio 2018)
- Liviu Ioan Balint (fino al 26 giugno 2017)
- Octavian Goga (fino al 18 giugno 2017)

Minoranze etniche
 Presidente 
- Varujan Pambuccian

 Vicepresidenti 
- Giureci Slobodan Ghera (dal 26 novembre 2019)
- Ovidiu Victor Ganț (fino al 1º febbraio 2017 e dal 26 novembre 2019)
- Dragoș Gabriel Zisopol (fino al 26 novembre 2019)

 Segretari 
- Iulius Marian Firczak
- Victoria Longher (dal 3 febbraio 2020)
- Andi-Gabriel Grosaru (dal 26 novembre 2019 al 3 febbraio 2020)
- Giureci Slobodan Ghera (dal 1º febbraio 2017 al 26 novembre 2019)

 Membri 
- Slavoliub Adnagi
- Petronela Mihaela Csokany
- Iulius Marian Firczak
- Iarco Furic
- Ovidiu Victor Ganț
- Giureci Slobodan Ghera
- Andi-Gabriel Grosaru
- Iusein Ibram
- Victoria Longher
- Varujan Pambuccian
- Nicolae Miroslav Petrețchi
- Mariana Venera Popescu
- Bogdan Alin Stoica
- Daniel Vasile
- Silviu Vexler
- Dragoș Gabriel Zisopol
- Andrian Ampleev (dal 12 settembre 2018)
- Miron Ignat (fino al 14 agosto 2018)

Non iscritti
 Membri 
- Dragoș Petruț Bârlădeanu (dal 27 ottobre 2020)
- Marian Gheorghe Cucșa (dall'8 settembre 2020)
- Lavinia Corina Cosma (dal 1º settembre 2020)
- Dan Răzvan Rădulescu (dal 1º settembre 2020)
- Luminița Jivan (dal 1º settembre 2020)
- Mircea Drăghici (dal 25 febbraio 2020)
- Dumitru Lovin (dal 18 settembre 2019 al 2 ottobre 2019 e dal 10 febbraio 2020)
- Ana Birchall (dal 3 febbraio 2020)
- Neculai Iftimie (dal 18 dicembre 2019)
- Oana Bîzgan (dal 20 novembre 2017)
- Adrian Octavian Dohotaru (dal 13 novembre 2017)
- Marius Bodea (dal 30 giugno 2020 al 18 dicembre 2020)
- Andrei Gerea (dal 18 settembre 2019 al 23 settembre 2019 e dal 10 febbraio 2020 al 24 giugno 2020)
- Anton Anton (dal 18 settembre 2019 al 23 settembre 2019 e dal 10 febbraio 2020 al 3 giugno 2020)
- Constantin Avram (dal 18 settembre 2019 al 23 settembre 2019 e dal 10 febbraio 2020 al 3 giugno 2020)
- Steluța Gustica Cătăniciu (dal 18 settembre 2019 al 23 settembre 2019 e dal 10 febbraio 2020 al 3 giugno 2020)
- Varujan Vosganian (dal 18 settembre 2019 al 23 settembre 2019 e dal 10 febbraio 2020 al 3 giugno 2020)
- Daniel Olteanu (dal 23 maggio 2018 al 27 giugno 2018 e dal 18 settembre 2019 al 23 settembre 2019 e dal 10 febbraio 2020 al 3 giugno 2020)
- Mihai Doru Oprișcan (dal 28 marzo 2018 al 4 giugno 2018 e dal 18 settembre 2019 al 23 settembre 2019 e dal 10 febbraio 2020 al 3 giugno 2020)
- Eusebiu Manea Pistru Popa (dal 18 settembre 2019 al 23 settembre 2019 e dal 10 febbraio 2020 al 3 aprile 2020)
- Florică Ică Calotă (dal 18 settembre 2019 al 23 settembre 2019 e dal 10 febbraio 2020 al 9 marzo 2020)
- Adrian Mocanu (dal 18 settembre 2019 al 23 settembre 2019 e dal 10 febbraio 2020 al 9 marzo 2020)
- Toma Petcu (dal 18 settembre 2019 al 23 settembre 2019 e dal 10 febbraio 2020 al 9 marzo 2020)
- Marius Gheorghe Surgent (dal 18 settembre 2019 al 23 settembre 2019 e dal 10 febbraio 2020 al 9 marzo 2020)
- Ion Tabugan (dal 22 maggio 2018 al 4 giugno 2018, dal 18 settembre 2019 al 23 settembre 2019 e dal 10 febbraio 2020 al 9 marzo 2020)
- Ștefan Alexandru Băișanu (dal 16 settembre 2019 al 3 febbraio 2020)
- Marian Gheorghe Cucșa (dal 16 settembre 2019 al 3 febbraio 2020)
- Grațiela Gavrilescu (dal 16 settembre 2019 al 3 febbraio 2020)
- Daniel Constantin (dall'8 maggio 2017 al 29 maggio 2019 e dal 26 novembre 2019 al 20 gennaio 2020)
- Mihăiță Găină (dal 2 ottobre 2019 al 4 dicembre 2019)
- Ion Cupă (dal 16 settembre 2019 al 21 ottobre 2019)
- Mihai Niță (dal 16 settembre 2019 al 14 ottobre 2019)
- Alexandru Ioan Andrei (dal 18 febbraio 2019 al 12 giugno 2019)
- Remus Borza (dal 4 settembre 2017 al 3 giugno 2019)
- Petru Sorin Marica (dal 15 aprile 2019 al 29 maggio 2019)
- Alexandra Bogaciu (dal 4 febbraio 2019 al 29 maggio 2019)
- Ion Mocioalcă (dal 4 febbraio 2019 al 29 maggio 2019)
- Radu Adrian Pau (dal 4 febbraio 2019 al 29 maggio 2019)
- Octavian Petric (dal 4 febbraio 2019 al 29 maggio 2019)
- Georgian Pop (dal 4 febbraio 2019 al 29 maggio 2019)
- Mihai Tudose (dal 4 febbraio 2019 al 29 maggio 2019)
- Oana Silvia Vlăducă (dal 4 febbraio 2019 al 29 maggio 2019)
- Ion Spânu (dal 10 dicembre 2018 al 29 maggio 2019)
- Mihaela Huncă (dal 5 settembre 2018 al 29 maggio 2019)
- Nicolae Bănicioiu (dal 29 maggio 2018 al 29 maggio 2019)
- Mircea Titus Dobre (dal 24 maggio 2018 al 29 maggio 2019)
- Gabriela Podașcă (dal 24 maggio 2018 al 29 maggio 2019)
- Marilena Emilia Meiroșu (dal 22 maggio 2018 al 29 maggio 2019)
- Cătălin Nechifor (fino al 21 maggio 2018 al 29 maggio 2019)
- Victor Ponta (dal 5 settembre 2017 al 29 maggio 2019)
- Alin Văcaru (dal 5 settembre 2017 al 29 maggio 2019)
- Sorin Cîmpeanu (dal 20 giugno 2017 al 29 maggio 2019)
- Mircea Marius Banias (dall'8 maggio 2017 al 29 maggio 2019)
- Eugen Durbacă (dall'8 maggio 2017 al 29 maggio 2019)
- Constantin Cătălin Zamfira (dal 14 novembre 2018 al 4 febbraio 2019)
- Matei Adrian Dobrovie (dal 15 ottobre 2018 al 19 novembre 2018)
- Ovidiu Ioan Sitterli (dal 9 ottobre 2017 al 20 giugno 2018)
- Damian Florea (dal 20 giugno 2017 all'11 marzo 2018)
- Liviu Ioan Balint (dal 26 giugno 2019 al 1º settembre 2017)

## Modifiche intervenute
Modifiche intervenute nella composizione della Camera
- Il 16 gennaio 2017 a Andaluzia Luca (Partito Social Democratico), dimessasi il 4 gennaio 2017 dopo aver optato per il ruolo di vicesindaco di Tulcea[3], subentra Anișoara Radu (Partito Social Democratico).
- Il 16 gennaio 2017 a Călin Ionel Dobra (Partito Social Democratico), dimessosi il 4 gennaio 2017 dopo aver optato per il ruolo di vicepresidente del consiglio del distretto di Timiș[3], subentra Matei Suciu (Partito Social Democratico).
- Il 21 febbraio 2017 a Adrian Ionuț Gâdea (Partito Social Democratico), dimessosi il 27 gennaio 2017 dopo aver optato per il ruolo di segretario di stato del Ministero dello sviluppo regionale e della pubblica amministrazione[3], subentra Violeta Răduț (Partito Social Democratico).
- Il 19 aprile 2017 a Manuel Costescu (Unione Salvate la Romania), dimessosi per motivi personali il 3 marzo 2017[4], subentra Nicolae Daniel Popescu (Unione Salvate la Romania).
- Il 27 giugno 2017 a Eugen Nicolăescu (Partito Nazionale Liberale), nominato vicegovernatore della Banca nazionale della Romania e dimessosi il 1º giugno 2017[5], subentra Cristina Trăilă (Partito Nazionale Liberale).
- Il 4 settembre 2017 a Marina Adelina Coste (Partito Social Democratico), deceduta il 13 agosto 2017, subentra Dumitru Gherman (Partito Social Democratico).
- Il 4 settembre 2017 a Leonardo Badea (Partito Social Democratico), nominato presidente dell'Autorità di Sorveglianza Finanziaria (ASF) e dimessosi il 4 luglio 2017, subentra Claudia Gilia (Partito Social Democratico).
- Il 4 settembre 2017 a Constantin Trușcă (Partito Social Democratico), eletto sindaco di Șimian (Mehedinți) e dimessosi il 17 luglio 2017[3], subentra Alina Teiș (Partito Social Democratico).
- Il 4 settembre 2017 a Iulian Iacomi (Partito Social Democratico), eletto sindaco di Lehliu Gară e dimessosi il 4 luglio 2017[3], subentra Sorinel Marian Vrăjitoru (Partito Social Democratico).
- Il 13 febbraio 2018 a Dumitru Chiriță (Partito Social Democratico), nominato direttore dell'Autorità Nazionale di Regolamentazione Energetica (ANRE) e dimessosi il 20 novembre 2017, subentra Gabriela Podașcă (Partito Social Democratico).
- Il 13 febbraio 2018 a Ioan Munteanu (Partito Social Democratico), dimessosi il 23 gennaio 2018 per motivi di salute[6], subentra Viorel Stan (Partito Social Democratico).
- Il 9 luglio 2018 a Gabriel Vlase (Partito Social Democratico), nominato direttore del Serviciul de Informații Externe e dimessosi il 5 luglio 2018, subentra Elena Hărătău (Partito Social Democratico).
- Il 12 settembre 2018 a Miron Ignat (Minoranze etniche), deceduto il 14 agosto 2018, subentra Andrian Ampleev (Minoranze etniche).
- Il 5 giugno 2019 a Liviu Dragnea (Partito Social Democratico), arrestato il 27 maggio 2019, subentra Petre Cioabă (Partito Social Democratico).
- Il 25 giugno 2019 a Cristian Ghinea (Unione Salvate la Romania), eletto al parlamento europeo e dimessosi il 14 giugno 2019, subentra Alin Ionuț Arsu (Unione Salvate la Romania).
- Il 25 giugno 2019 a Tudor Ciuhodaru (Partito Social Democratico), eletto al parlamento europeo e dimessosi il 13 giugno 2019, subentra Petru Bogdan Cojocaru (Partito Social Democratico).
- Il 25 giugno 2019 a Rovana Plumb (Partito Social Democratico), eletta al parlamento europeo e dimessosi il 19 giugno 2019, subentra Marian Țachianu (Partito Social Democratico).
- Il 25 giugno 2019 a Eugen Tomac (Partito del Movimento Popolare), eletto al parlamento europeo e dimessosi il 20 giugno 2019, subentra Costin Sebastian Moise (Partito del Movimento Popolare).
- Il 25 giugno 2019 a Mihai Tudose (PRO Europa), eletto al parlamento europeo e dimessosi il 19 giugno 2019, subentra Florin Mircea (Partito Social Democratico).
- Il 25 giugno 2019 a Viorel Ștefan (Partito Social Democratico), nominato alla Corte dei conti europea e dimessosi il 24 giugno 2019, subentra Laura Georgescu (Partito Social Democratico).
- Il 15 ottobre 2019 a Octavian Goga (Partito Social Democratico), condannato a 2 anni e 4 mesi di reclusione con sospensione della pena[7], subentra Alexandru Teacă (Partito del Movimento Popolare).
- Il 2 settembre 2020 a Valeriu Steriu (Partito Social Democratico), nominato membro del comitato di regolamentazione dell'Autorità Nazionale di Regolamentazione Energetica (ANRE) e dimessosi il 30 agosto 2020, subentra Gabriel Rădulescu (Partito del Movimento Popolare)[8].
- Il 13 ottobre 2020 a Cornel Zainea (Unione Salvate la Romania), dimessosi l'8 ottobre 2020 dopo non essere stato ricandidato alle parlamentari del 2020[9], subentra Ciprian Necula (Unione Salvate la Romania).
- Il 15 ottobre 2020 Corneliu Ștefan (Partito Social Democratico) si dimette dopo essere stato eletto presidente del consiglio del distretto di Dâmbovița.
- Il 27 ottobre 2020 a Sorin Lazăr e Ion Călin (Partito Social Democratico), dimessisi il 15 ottobre 2020 dopo essere stati nominati consiglieri della Corte dei conti[10], subentrano Marin Traian Radu e Karmencita Pricop (Partito Social Democratico).
- Il 27 ottobre 2020 a Lia Olguța Vasilescu (Partito Social Democratico), dimessasi il 14 ottobre 2020 dopo essere stata eletta sindaco di Craiova, subentra George Cristian Mitricof (Partito Social Democratico).
- Il 27 ottobre 2020 a Laurențiu Nistor (Partito Social Democratico), dimessosi il 27 ottobre 2020 dopo essere stato eletto presidente del consiglio del distretto di Hunedoara, subentra Radu Barb (Partito Social Democratico).
- Il 27 ottobre 2020 a Nicolae Velcea (Partito Social Democratico), dimessosi il 27 ottobre 2020 dopo essere stato eletto sindaco di Ștefănești (Argeș), subentra Marin Preda (Partito Social Democratico).
- Il 27 ottobre 2020 Marian Țachianu (Partito Social Democratico) si dimette dopo essere stato eletto sindaco di Braniștea (Dâmbovița).
- Il 27 ottobre 2020 a Nicușor Dan (Unione Salvate la Romania), dimessosi il 20 ottobre 2020 dopo essere stato eletto sindaco di Bucarest, subentra Alexandru Ciurea (Unione Salvate la Romania).
- Il 27 ottobre 2020 a Lucian Daniel Stanciu Viziteu (Unione Salvate la Romania), dimessosi il 27 ottobre 2020 dopo essere stato eletto sindaco di Bacău, subentra Silviu Nicolaie Cernat (Unione Salvate la Romania).
- Il 27 ottobre 2020 a Costel Alexe (Partito Nazionale Liberale), dimessosi il 26 ottobre 2020 dopo essere stato eletto presidente del consiglio del distretto di Iași, subentra Iulian Alexandru Muraru (Partito Nazionale Liberale).
- Il 27 ottobre 2020 Attila Korodi (Unione Democratica Magiara di Romania) si dimette dopo essere stato eletto sindaco di Miercurea Ciuc.
- Il 13 novembre 2020 a Sergiu Cosmin Vlad (Unione Salvate la Romania), dimessosi il 2 novembre 2020 dopo aver optato per il ruolo di consigliere locale del municipio di Arad[11], subentra Dan Mihai Sfărăilă (Unione Salvate la Romania).
- Il 23 novembre 2020 Gabriel Rădulescu (Partito del Movimento Popolare) si dimette dopo aver optato per il ruolo di membro del consiglio generale del municipio di Bucarest[12].
- Il 23 novembre 2020 Florin Iordache (Partito Social Democratico) si dimette dopo essere stato nominato presidente del consiglio legislativo[13].
- Il 9 dicembre 2020 Nicolaie Sebastian Valentin Radu (Partito Social Democratico) muore dopo aver contratto un'infezione di SARS-CoV-2[14].
- Il 17 dicembre 2020 Răzvan Cuc (Partito Social Democratico) si dimette per non beneficiare della pensione parlamentare[15].
- Il 18 dicembre 2020 Dan Barna, Tudor Benga, Emanuel Ungureanu, Cristina Prună, Bogdan Rodeanu, Iulian Bulai, Cristina Iurișniți, Silviu Dehelean, Stelian Ion, Mihai Botez, Silviu Cernat, Cristian Seidler, Ciprian Necula, Ionuț Moșteanu, Cosette Chichirău, Tudor Pop, Vlad Duruș, Claudiu Năsui, Alexandru Ciurea, Dan Sfărăilă, Cătălin Drulă (Unione Salvate la Romania) e Marius Bodea (Non iscritti) si dimettono per non beneficiare della pensione parlamentare[16].
- Il 19 dicembre 2020 Marius Budăi, Marcel Ciolacu, Nicolae Georgescu, Nicușor Halici, Roxana Mînzatu, Ștefan Mușoiu, Alfred Simonis e Daniel Suciu (Partito Social Democratico) si dimettono per non beneficiare della pensione parlamentare[16].

Modifiche intervenute nella composizione dei gruppi
Partito Social Democratico
- Il 16 gennaio 2017 a Andaluzia Luca (Partito Social Democratico), dimessasi il 4 gennaio 2017 dopo aver optato per il ruolo di vicesindaco di Tulcea[3], subentra Anișoara Radu (Partito Social Democratico).
- Il 16 gennaio 2017 a Călin Ionel Dobra (Partito Social Democratico), dimessosi il 4 gennaio 2017 dopo aver optato per il ruolo di vicepresidente del consiglio del distretto di Timiș[3], subentra Matei Suciu (Partito Social Democratico).
- Il 21 febbraio 2017 a Adrian Ionuț Gâdea (Partito Social Democratico), dimessosi il 27 gennaio 2017 dopo aver optato per il ruolo di segretario di stato del Ministero dello sviluppo regionale e della pubblica amministrazione[3], subentra Violeta Răduț (Partito Social Democratico).
- Il 18 giugno 2017 aderisce al gruppo Octavian Goga, proveniente dal gruppo del Partito del Movimento Popolare.
- Il 1º settembre 2017 aderisce al gruppo Liviu Ioan Balint, proveniente dal gruppo dei Non iscritti.
- Il 4 settembre 2017 a Leonardo Badea (Partito Social Democratico), nominato presidente dell'Autorità di Sorveglianza Finanziaria (ASF) e dimessosi il 4 luglio 2017, subentra Claudia Gilia (Partito Social Democratico).
- Il 4 settembre 2017 a Iulian Iacomi (Partito Social Democratico), eletto sindaco di Lehliu Gară e dimessosi il 4 luglio 2017[3], subentra Sorinel Marian Vrăjitoru (Partito Social Democratico).
- Il 4 settembre 2017 a Constantin Trușcă (Partito Social Democratico), eletto sindaco di Șimian (Mehedinți) e dimessosi il 17 luglio[3], subentra Alina Teiș (Partito Social Democratico).
- Il 4 settembre 2017 a Marina Adelina Coste (Partito Social Democratico), deceduta il 13 agosto 2017, subentra Dumitru Gherman (Partito Social Democratico).
- Il 5 settembre 2017 lasciano il gruppo Victor Ponta e Alin Văcaru, che aderiscono al gruppo dei Non iscritti.
- Il 9 ottobre 2017 lascia il gruppo Ovidiu Ioan Sitterli, che aderisce al gruppo dei Non iscritti.
- Il 13 febbraio 2018 a Dumitru Chiriță (Partito Social Democratico), nominato direttore dell'Autorità Nazionale di Regolamentazione Energetica (ANRE) e dimessosi il 20 novembre 2017, subentra Gabriela Podașcă (Partito Social Democratico).
- Il 13 febbraio 2018 a Ioan Munteanu (Partito Social Democratico), dimessosi il 23 gennaio 2018 per motivi di salute[6], subentra Viorel Stan (Partito Social Democratico).
- L'11 marzo 2018 aderisce al gruppo Damian Florea, proveniente dal gruppo dei Non iscritti.
- Il 21 maggio 2018 lascia il gruppo Cătălin Nechifor, che aderisce al gruppo dei Non iscritti.
- Il 22 maggio 2018 lascia il gruppo Marilena Emilia Meiroșu, che aderisce al gruppo dei Non iscritti.
- Il 24 maggio 2018 lasciano il gruppo Mircea Titus Dobre e Gabriela Podașcă, che aderiscono al gruppo dei Non iscritti.
- Il 29 maggio 2018 lascia il gruppo Nicolae Bănicioiu, che aderisce al gruppo dei Non iscritti.
- Il 29 maggio 2018 aderisce al gruppo Valeriu Steriu, proveniente dal gruppo del Partito del Movimento Popolare.
- Il 9 luglio 2018 a Gabriel Vlase (Partito Social Democratico), nominato direttore del Serviciul de Informații Externe e dimessosi il 5 luglio 2018, subentra Elena Hărătău (Partito Social Democratico).
- Il 5 settembre 2018 lascia il gruppo Mihaela Huncă, che aderisce al gruppo dei Non iscritti.
- Il 12 novembre 2018 aderisce al gruppo Cristian George Sefer, proveniente dal gruppo del Partito del Movimento Popolare.
- Il 14 novembre 2018 lascia il gruppo Constantin Cătălin Zamfira, che aderisce al gruppo dei Non iscritti.
- Il 10 dicembre 2018 lascia il gruppo Ion Spânu, che aderisce al gruppo dei Non iscritti.
- Il 4 febbraio 2019 lasciano il gruppo Alexandra Bogaciu, Ion Mocioalcă, Radu Adrian Pau, Georgian Pop, Octavian Petric, Mihai Tudose e Oana Silvia Vlăducă, che aderiscono al gruppo dei Non iscritti.
- Il 4 febbraio 2019 aderisce al gruppo Constantin Cătălin Zamfira, proveniente dal gruppo dei Non iscritti.
- Il 18 febbraio 2019 lascia il gruppo Alexandru Ioan Andrei, che aderisce al gruppo dei Non iscritti.
- Il 15 aprile 2019 lascia il gruppo Petru Sorin Marica, che aderisce al gruppo dei Non iscritti.
- Il 3 giugno 2019 aderisce al gruppo Remus Borza, proveniente dal gruppo dei Non iscritti.
- Il 5 giugno 2019 a Liviu Dragnea (Partito Social Democratico), arrestato il 27 maggio 2019, subentra Petre Cioabă (Partito Social Democratico).
- Il 12 giugno 2019 lascia il gruppo Mihai Mohaci, che aderisce al gruppo PRO Europa.
- Il 24 giugno 2019 lasciano il gruppo Damian Florea e Mihai Valentin Popa, che aderiscono al gruppo PRO Europa.
- Il 25 giugno 2019 a Tudor Ciuhodaru (Partito Social Democratico), eletto al parlamento europeo e dimessosi il 13 giugno 2019, subentra Petru Bogdan Cojocaru (Partito Social Democratico).
- Il 25 giugno 2019 a Rovana Plumb (Partito Social Democratico), eletta al parlamento europeo e dimessasi il 19 giugno 2019, subentra Marian Țachianu (Partito Social Democratico).
- Il 25 giugno 2019 a Mihai Tudose (PRO Europa), eletto al parlamento europeo e dimessosi il 19 giugno 2019, subentra Florin Mircea (Partito Social Democratico).
- Il 25 giugno 2019 a Viorel Ștefan (Partito Social Democratico), nominato alla Corte dei conti europea e dimessosi il 24 giugno 2019, subentra Laura Georgescu (Partito Social Democratico).
- Il 26 agosto 2019 lasciano il gruppo Liviu Ioan Balint, Alexandru Bălănescu e Florinel Stancu, che aderiscono al gruppo PRO Europa.
- Il 2 settembre 2019 lascia il gruppo Emanuel Iuliu Havrici, che aderisce al gruppo PRO Europa.
- Il 2 ottobre 2019 lascia il gruppo Mihăiță Găină, che aderisce al gruppo dei Non iscritti.
- Il 14 ottobre 2019 lascia il gruppo Gabriel Petrea, che aderisce al gruppo PRO Europa.
- Il 15 ottobre 2019 a Octavian Goga (Partito Social Democratico), condannato a 2 anni e 4 mesi di reclusione con sospensione della pena[7], subentra Alexandru Teacă (Partito del Movimento Popolare).
- Il 9 dicembre 2019 lascia il gruppo Elena Hărătău, che aderisce al gruppo del Partito Nazionale Liberale.
- Il 18 dicembre 2019 lasciano il gruppo Cristina Burciu, che aderisce al gruppo del Partito Nazionale Liberale, e Neculai Iftimie, che aderisce al gruppo dei Non iscritti.
- Il 20 gennaio 2020 aderisce al gruppo Marilena Emilia Meiroșu, proveniente dal gruppo PRO Europa. Lascia il gruppo Remus Borza, che aderisce al gruppo del Partito Nazionale Liberale.
- Il 3 febbraio 2020 aderiscono al gruppo Alexandra Bogaciu, Georgian Pop, provenienti dal gruppo PRO Europa, Ștefan Alexandru Băișanu, Marian Gheorghe Cucșa e Grațiela Gavrilescu, provenienti dal gruppo dei Non iscritti. Lascia il gruppo Ana Birchall, che aderisce al gruppo dei Non iscritti.
- Il 25 febbraio 2020 lascia il gruppo Mircea Drăghici, che aderisce al gruppo dei Non iscritti.
- Il 3 giugno 2020 aderiscono al gruppo Anton Anton, Constantin Avram, Steluța Gustica Cătăniciu, Daniel Olteanu, Mihai Doru Oprișcan e Varujan Vosganian, provenienti dal gruppo dei Non iscritti.
- Il 23 giugno 2020 lascia il gruppo Alina Teiș, che aderisce al gruppo PRO Europa.
- Il 24 giugno 2020 aderiscono al gruppo Eugen Durbacă, proveniente dal gruppo PRO Europa, e Andrei Gerea, proveniente dal gruppo dei Non iscritti.
- Il 25 agosto 2020 lascia il gruppo Marilena Emilia Meiroșu, che aderisce al gruppo del Partito Nazionale Liberale.
- Il 1º settembre 2020 aderisce al gruppo Eusebiu Manea Pistru Popa, proveniente dal gruppo del Partito del Movimento Popolare.
- Il 1º settembre 2020 lascia il gruppo Luminița Maria Jivan, che aderisce al gruppo dei Non iscritti.
- Il 2 settembre 2020 a Valeriu Steriu (Partito Social Democratico), nominato membro del comitato di regolamentazione dell'Autorità Nazionale di Regolamentazione Energetica (ANRE) e dimessosi il 30 agosto 2020, subentra Gabriel Rădulescu (Partito del Movimento Popolare)[8].
- L'8 settembre 2020 lascia il gruppo Marian Gheorghe Cucșa, che aderisce al gruppo dei Non iscritti.
- Il 15 ottobre 2020 Corneliu Ștefan (Partito Social Democratico) si dimette dopo essere stato eletto presidente del consiglio del distretto di Dâmbovița.
- Il 27 ottobre 2020 lascia il gruppo Dragoș Petruț Bârlădeanu, che aderisce al gruppo dei Non iscritti.
- Il 27 ottobre 2020 a Sorin Lazăr e Ion Călin (Partito Social Democratico), dimessisi il 15 ottobre 2020 dopo essere stati nominati consiglieri della Corte dei conti[10], subentrano Marin Traian Radu e Karmencita Pricop (Partito Social Democratico).
- Il 27 ottobre 2020 a Lia Olguța Vasilescu (Partito Social Democratico), dimessasi il 14 ottobre 2020 dopo essere stata eletta sindaco di Craiova, subentra George Cristian Mitricof (Partito Social Democratico).
- Il 27 ottobre 2020 a Laurențiu Nistor (Partito Social Democratico), dimessosi il 27 ottobre 2020 dopo essere stato eletto presidente del consiglio del distretto di Hunedoara, subentra Radu Barb (Partito Social Democratico).
- Il 27 ottobre 2020 a Nicolae Velcea (Partito Social Democratico), dimessosi il 27 ottobre 2020 dopo essere stato eletto sindaco di Ștefănești (Argeș), subentra Marin Preda (Partito Social Democratico).
- Il 27 ottobre 2020 Marian Țachianu (Partito Social Democratico) si dimette dopo essere stato eletto sindaco di Braniștea (Dâmbovița).
- Il 23 novembre 2020 Florin Iordache (Partito Social Democratico) si dimette dopo essere stato nominato presidente del consiglio legislativo[13].
- Il 9 dicembre 2020 Nicolaie Sebastian Valentin Radu (Partito Social Democratico) muore dopo aver contratto un'infezione di SARS-CoV-2[14].
- Il 17 dicembre 2020 Răzvan Cuc (Partito Social Democratico) si dimette per non beneficiare della pensione parlamentare[15].
- Il 19 dicembre 2020 Marius Budăi, Marcel Ciolacu, Nicolae Georgescu, Nicușor Halici, Roxana Mînzatu, Ștefan Mușoiu, Alfred Simonis e Daniel Suciu (Partito Social Democratico) si dimettono per non beneficiare della pensione parlamentare[16].

Partito Nazionale Liberale
- Il 27 giugno 2017 a Eugen Nicolăescu (Partito Nazionale Liberale), nominato vicegovernatore della Banca nazionale della Romania e dimessosi il 1º giugno 2017[5], subentra Cristina Trăilă (Partito Nazionale Liberale).
- Il 6 dicembre 2017 lascia il gruppo Eusebiu Manea Pistru Popa, che aderisce al gruppo dell'Alleanza dei Liberali e dei Democratici.
- Il 28 marzo 2018 lascia il gruppo Mihai Doru Oprișcan, che aderisce al gruppo dei Non iscritti.
- Il 23 maggio 2018 lascia il gruppo Daniel Olteanu, che aderisce al gruppo dei Non iscritti.
- Il 20 giugno 2018 aderisce al gruppo Ovidiu Ioan Sitterli, proveniente dal gruppo dei Non iscritti.
- Il 19 novembre 2018 aderisce al gruppo Matei Adrian Dobrovie, proveniente dal gruppo dei Non iscritti.
- Il 12 giugno 2019 aderisce al gruppo Alexandru Ioan Andrei, proveniente dal gruppo dei Non iscritti.
- Il 4 dicembre 2019 aderisce al gruppo Mihăiță Găină, proveniente dal gruppo dei Non iscritti.
- Il 9 dicembre 2019 aderisce al gruppo Elena Hărătău, proveniente dal gruppo del Partito Social Democratico.
- Il 18 dicembre 2019 aderisce al gruppo Cristina Burciu, proveniente dal gruppo del Partito Social Democratico.
- Il 20 gennaio 2020 aderiscono al gruppo Liviu Ioan Balint, Mircea Marian Banias, Sorin Cîmpeanu e Damian Florea, provenienti dal gruppo PRO Europa; Daniel Constantin, proveniente dal gruppo dei Non iscritti; Remus Borza, proveniente dal gruppo del Partito Social Democratico.
- Il 9 marzo 2020 aderiscono al gruppo Florică Ică Calotă, Toma Petcu, Marius Gheorghe Surgent e Ion Tabugan, provenienti dal gruppo dei Non iscritti.
- Il 30 giugno 2020 lascia il gruppo Marius Bodea, che aderisce al gruppo dei Non iscritti.
- Il 25 agosto 2020 aderisce al gruppo Marilena Emilia Meiroșu, proveniente dal gruppo del Partito Social Democratico.
- Il 27 ottobre 2020 a Costel Alexe (Partito Nazionale Liberale), dimessosi il 26 ottobre 2020 dopo essere stato eletto presidente del consiglio del distretto di Iași, subentra Iulian Alexandru Muraru (Partito Nazionale Liberale).

Unione Salvate la Romania
- Il 19 aprile 2017 a Manuel Costescu (Unione Salvate la Romania), dimessosi per motivi personali il 3 marzo 2017[4], subentra Nicolae Daniel Popescu (Unione Salvate la Romania).
- Il 13 novembre 2017 lascia il gruppo Adrian Octavian Dohotaru, che aderisce al gruppo dei Non iscritti.
- Il 20 novembre 2017 lascia il gruppo Oana Bîzgan, che aderisce al gruppo dei Non iscritti.
- Il 15 ottobre 2018 lascia il gruppo Matei Adrian Dobrovie, che aderisce al gruppo dei Non iscritti.
- Il 25 giugno 2019 a Cristian Ghinea (Unione Salvate la Romania), eletto al parlamento europeo e dimessosi il 14 giugno 2019, subentra Alin Ionuț Arsu (Unione Salvate la Romania).
- Il 1º settembre 2020 lasciano il gruppo Lavinia Corina Cosma e Dan Răzvan Rădulescu, che aderiscono al gruppo dei Non iscritti.
- Il 13 ottobre 2020 a Cornel Zainea (Unione Salvate la Romania), dimessosi l'8 ottobre 2020 dopo non essere stato ricandidato alle parlamentari del 2020[9], subentra Ciprian Necula (Unione Salvate la Romania).
- Il 27 ottobre 2020 a Nicușor Dan (Unione Salvate la Romania), dimessosi il 20 ottobre 2020 dopo essere stato eletto sindaco di sindaco di Bucarest, subentra Alexandru Ciurea (Unione Salvate la Romania).
- Il 27 ottobre 2020 a Lucian Daniel Stanciu Viziteu (Unione Salvate la Romania), dimessosi il 27 ottobre 2020 dopo essere stato eletto sindaco di sindaco di Bacău, subentra Silviu Nicolaie Cernat (Unione Salvate la Romania).
- Il 13 novembre 2020 a Sergiu Cosmin Vlad (Unione Salvate la Romania), dimessosi il 2 novembre 2020 dopo aver optato per il ruolo di consigliere locale del municipio di Arad[11], subentra Dan Mihai Sfărăilă (Unione Salvate la Romania).
- Il 18 dicembre 2020 Dan Barna, Tudor Benga, Emanuel Ungureanu, Cristina Prună, Bogdan Rodeanu, Iulian Bulai, Cristina Iurișniți, Silviu Dehelean, Stelian Ion, Mihai Botez, Silviu Cernat, Cristian Seidler, Ciprian Necula, Ionuț Moșteanu, Cosette Chichirău, Tudor Pop, Vlad Duruș, Claudiu Năsui, Alexandru Ciurea, Dan Sfărăilă e Cătălin Drulă (Unione Salvate la Romania) si dimettono per non beneficiare della pensione parlamentare[16].

PRO Europa
- Il 29 maggio 2019 si costituisce il gruppo parlamentare PRO Europa. Vi aderiscono Mircea Marian Banias, Nicolae Bănicioiu, Alexandra Bogaciu, Sorin Cîmpeanu, Daniel Constantin, Mircea Titus Dobre, Eugen Durbacă, Mihaela Huncă, Petru Sorin Marica, Marilena Emilia Meiroșu, Ion Mocioalcă, Cătălin Nechifor, Radu Adrian Pau, Octavian Petric, Gabriela Podașcă, Victor Ponta, Georgian Pop, Ion Spânu, Mihai Tudose, Alin Văcaru e Oana Silvia Vlăducă, provenienti dal gruppo dei Non iscritti.
- Il 12 giugno 2019 aderisce al gruppo Mihai Mohaci, proveniente dal Partito Social Democratico.
- Il 24 giugno 2019 aderiscono al gruppo Damian Florea e Mihai Valentin Popa, provenienti dal Partito Social Democratico.
- Il 25 giugno 2019 a Mihai Tudose (PRO Europa), eletto al parlamento europeo e dimessosi il 19 giugno 2019, subentra Florin Mircea (Partito Social Democratico).
- Il 26 agosto 2019 aderiscono al gruppo Liviu Ioan Balint, Alexandru Bălănescu e Florinel Stancu, provenienti dal Partito Social Democratico.
- Il 2 settembre 2019 aderisce al gruppo Emanuel Iuliu Havrici, proveniente dal Partito Social Democratico.
- Il 23 settembre 2019 gli ex deputati dell'Alleanza dei Liberali e dei Democratici entrano nel gruppo PRO Europa. Vi aderiscono Anton Anton, Constantin Avram, Florică Ică Calotă, Steluța Gustica Cătăniciu, Andrei Gerea, Adrian Mocanu, Daniel Olteanu, Mihai Doru Oprișcan, Toma Petcu, Eusebiu Manea Pistru Popa, Marius Gheorghe Surgent, Ion Tabugan e Varujan Vosganian, provenienti dal gruppo dei Non iscritti.
- Il 2 ottobre 2019 aderisce al gruppo Dumitru Lovin, proveniente dal gruppo dei Non iscritti.
- Il 14 ottobre 2019 aderiscono al gruppo Mihai Niță, proveniente dal gruppo dei Non iscritti e Gabriel Petrea, proveniente dal Partito Social Democratico.
- Il 21 ottobre 2019 si ricostituisce il gruppo parlamentare dell'Alleanza dei Liberali e dei Democratici. Per aderirvi lasciano il gruppo Anton Anton, Constantin Avram, Florică Ică Calotă, Steluța Gustica Cătăniciu, Andrei Gerea, Dumitru Lovin, Adrian Mocanu, Daniel Olteanu, Mihai Doru Oprișcan, Toma Petcu, Eusebiu Manea Pistru Popa, Marius Gheorghe Surgent, Ion Tabugan e Varujan Vosganian.
- Il 26 novembre 2019 lascia il gruppo Daniel Constantin, che aderisce al gruppo dei Non iscritti.
- Il 20 gennaio 2020 lasciano il gruppo Liviu Ioan Balint, Mircea Marian Banias, Sorin Cîmpeanu, Damian Florea, che aderiscono al gruppo del Partito Nazionale Liberale e Marilena Emilia Meiroșu, che aderisce al gruppo del Partito Social Democratico.
- Il 3 febbraio 2020 lasciano il gruppo Alexandra Bogaciu e Georgian Pop, che aderiscono al gruppo del Partito Social Democratico.
- Il 23 giugno 2020 aderisce al gruppo Alina Teiș, proveniente dal Partito Social Democratico.
- Il 24 giugno 2020 lascia il gruppo Eugen Durbacă, che aderisce al gruppo del Partito Social Democratico.

Alleanza dei Liberali e dei Democratici
- L'8 maggio 2017 lasciano il gruppo Mircea Marius Banias, Daniel Constantin e Eugen Durbacă, che aderiscono al gruppo dei Non iscritti.
- Il 20 giugno 2017 lasciano il gruppo Sorin Cîmpeanu e Damian Florea, che aderiscono al gruppo dei Non iscritti.
- Il 4 settembre 2017 lascia il gruppo Remus Borza, che aderisce al gruppo dei Non iscritti.
- Il 6 dicembre 2017 aderisce al gruppo Eusebiu Manea Pistru Popa, proveniente dal gruppo del Partito Nazionale Liberale.
- Il 4 giugno 2018 aderiscono al gruppo Mihai Doru Oprișcan e Ion Tabugan, provenienti dal gruppo dei Non iscritti.
- Il 27 giugno 2018 aderisce al gruppo Daniel Olteanu, proveniente dal gruppo dei Non iscritti.
- Il 16 settembre 2019 lasciano il gruppo Ștefan Alexandru Băișanu, Marian Gheorghe Cucșa, Ion Cupă, Grațiela Gavrilescu e Mihai Niță, che aderiscono al gruppo dei Non iscritti.
- Il 18 settembre 2019 il gruppo viene disciolto una prima volta. I deputati Anton Anton, Constantin Avram, Florică Ică Calotă, Steluța Gustica Cătăniciu, Andrei Gerea, Dumitru Lovin, Adrian Mocanu, Daniel Olteanu, Mihai Doru Oprișcan, Toma Petcu, Eusebiu Manea Pistru Popa, Marius Gheorghe Surgent, Ion Tabugan e Varujan Vosganian aderiscono al gruppo dei Non iscritti.
- Il 21 ottobre 2019 il gruppo viene ricostituito. Vi aderiscono i deputati Anton Anton, Constantin Avram, Florică Ică Calotă, Steluța Gustica Cătăniciu, Andrei Gerea, Dumitru Lovin, Adrian Mocanu, Daniel Olteanu, Mihai Doru Oprișcan, Toma Petcu, Eusebiu Manea Pistru Popa, Marius Gheorghe Surgent, Ion Tabugan e Varujan Vosganian, provenienti dal gruppo PRO Europa, e Ion Cupă, proveniente dal gruppo dei Non iscritti.
- Il 28 gennaio 2020 lascia il gruppo Ion Cupă, che aderisce al gruppo del Partito del Movimento Popolare.
- Il 10 febbraio 2020 il gruppo viene disciolto una seconda volta. I deputati Anton Anton, Constantin Avram, Florică Ică Calotă, Steluța Gustica Cătăniciu, Andrei Gerea, Dumitru Lovin, Adrian Mocanu, Daniel Olteanu, Mihai Doru Oprișcan, Toma Petcu, Eusebiu Manea Pistru Popa, Marius Gheorghe Surgent, Ion Tabugan e Varujan Vosganian aderiscono al gruppo dei Non iscritti.

 Unione Democratica Magiara di Romania 
- Il 27 ottobre 2020 Attila Korodi (Unione Democratica Magiara di Romania) si dimette dopo essere stato eletto sindaco di Miercurea Ciuc.

Partito del Movimento Popolare
- Il 18 giugno 2017 lascia il gruppo Octavian Goga, che aderisce al gruppo del Partito Social Democratico.
- Il 26 giugno 2017 lascia il gruppo Liviu Ioan Balint, che aderisce al gruppo dei Non iscritti.
- Il 22 maggio 2018 lascia il gruppo Ion Tabugan, che aderisce al gruppo dei Non iscritti.
- Il 29 maggio 2018 lascia il gruppo Valeriu Steriu, che aderisce al gruppo del Partito Social Democratico.
- Il 5 luglio 2018 lascia il gruppo Adrian Mocanu, che aderisce al gruppo dell'Alleanza dei Liberali e dei Democratici.
- Il 12 novembre 2018 lascia il gruppo Cristian George Sefer, che aderisce al gruppo del Partito Social Democratico.
- Il 25 giugno 2019 a Eugen Tomac (Partito del Movimento Popolare), eletto al parlamento europeo e dimessosi il 20 giugno 2019, subentra Costin Sebastian Moise (Partito del Movimento Popolare).
- Il 15 ottobre 2019 a Octavian Goga (Partito Social Democratico), condannato a 2 anni e 4 mesi di reclusione con sospensione della pena[7], subentra Alexandru Teacă (Partito del Movimento Popolare).
- Il 28 gennaio 2020 aderisce al gruppo Ion Cupă, proveniente dal gruppo dell'Alleanza dei Liberali e dei Democratici.
- Il 9 marzo 2020 aderisce al gruppo Adrian Mocanu, proveniente dal gruppo dei Non iscritti.
- Il 2 aprile 2020 aderisce al gruppo Eusebiu Manea Pistru Popa, proveniente dal gruppo dei Non iscritti.
- Il 1º settembre 2020 lascia il gruppo Eusebiu Manea Pistru Popa, che aderisce al gruppo del Partito Social Democratico.
- Il 2 settembre 2020 a Valeriu Steriu (Partito Social Democratico), nominato membro del comitato di regolamentazione dell'Autorità Nazionale di Regolamentazione Energetica (ANRE) e dimessosi il 30 agosto 2020, subentra Gabriel Rădulescu (Partito del Movimento Popolare)[8].
- Il 23 novembre 2020 Gabriel Rădulescu (Partito del Movimento Popolare) si dimette dopo aver optato per il ruolo di membro del consiglio generale del municipio di Bucarest[12].

Minoranze etniche
- Il 12 settembre 2018 a Miron Ignat (Minoranze etniche), deceduto il 14 agosto 2018, subentra Andrian Ampleev (Minoranze etniche).

Non iscritti
- L'8 maggio 2017 aderiscono alla componente Mircea Marian Banias, Daniel Constantin e Eugen Durbacă, provenienti dal gruppo dell'Alleanza dei Liberali e dei Democratici.
- Il 20 giugno 2017 aderiscono alla componente Damian Florea e Sorin Cîmpeanu, provenienti dal gruppo dell'Alleanza dei Liberali e dei Democratici.
- Il 26 giugno 2017 aderisce alla componente Liviu Ioan Balint, proveniente dal gruppo del Partito del Movimento Popolare.
- Il 1º settembre 2017 lascia la componente Liviu Ioan Balint, che aderisce al gruppo del Partito Social Democratico.
- Il 4 settembre 2017 aderisce alla componente Remus Borza, proveniente dal gruppo dell'Alleanza dei Liberali e dei Democratici.
- Il 5 settembre 2017 aderiscono alla componente Victor Ponta e Alin Văcaru, provenienti dal gruppo del Partito Social Democratico.
- Il 9 ottobre 2017 aderisce alla componente Ovidiu Ioan Sitterli, proveniente dal gruppo del Partito Social Democratico.
- Il 13 novembre 2017 aderisce alla componente Adrian Octavian Dohotaru, proveniente dal gruppo dell'Unione Salvate la Romania.
- Il 20 novembre 2017 aderisce alla componente Oana Bîzgan, proveniente dal gruppo dell'Unione Salvate la Romania.
- L'11 marzo 2018 lascia la componente Damian Florea, che aderisce al gruppo del Partito Social Democratico.
- Il 28 marzo 2018 aderisce alla componente Mihai Doru Oprișcan, proveniente dal gruppo del Partito Nazionale Liberale.
- Il 21 maggio 2018 aderisce alla componente Cătălin Nechifor, proveniente dal gruppo del Partito Social Democratico.
- Il 22 maggio 2018 aderisce alla componente Marilena Emilia Meiroșu, proveniente dal gruppo del Partito Social Democratico.
- Il 22 maggio 2018 aderisce al gruppo Ion Tabugan, proveniente dal gruppo del Partito del Movimento Popolare.
- Il 23 maggio 2018 aderisce alla componente Daniel Olteanu, proveniente dal gruppo del Partito Nazionale Liberale.
- Il 24 maggio 2018 aderiscono alla componente Mircea Titus Dobre e Gabriela Podașcă, provenienti dal gruppo del Partito Social Democratico.
- Il 29 maggio 2018 aderisce alla componente Nicolae Bănicioiu, proveniente dal gruppo del Partito Social Democratico.
- Il 4 giugno 2018 lasciano la componente Mihai Doru Oprișcan e Ion Tabugan, che aderiscono al gruppo dell'Alleanza dei Liberali e dei Democratici.
- Il 20 giugno 2018 lascia la componente Ovidiu Ioan Sitterli, che aderisce al gruppo del Partito Nazionale Liberale.
- Il 27 giugno 2018 lascia la componente Daniel Olteanu, che aderisce al gruppo dell'Alleanza dei Liberali e dei Democratici.
- Il 5 settembre 2018 aderisce alla componente Mihaela Huncă, proveniente dal gruppo del Partito Social Democratico.
- Il 15 ottobre 2018 aderisce alla componente Matei Adrian Dobrovie, proveniente dal gruppo dell'Unione Salvate la Romania.
- Il 14 novembre 2018 aderisce alla componente Constantin Cătălin Zamfira, proveniente dal gruppo del Partito Social Democratico.
- Il 19 novembre 2018 lascia la componente Matei Adrian Dobrovie, che aderisce al gruppo del Partito Nazionale Liberale.
- Il 10 dicembre 2018 aderisce alla componente Ion Spânu, proveniente dal gruppo del Partito Social Democratico.
- Il 4 febbraio 2019 aderiscono alla componente Alexandra Bogaciu, Ion Mocioalcă, Radu Adrian Pau, Octavian Petric, Georgian Pop, Mihai Tudose e Oana Silvia Vlăducă, provenienti dal gruppo del Partito Social Democratico.
- Il 4 febbraio 2019 lascia la componente Constantin Cătălin Zamfira, che aderisce al gruppo del Partito Social Democratico.
- Il 18 febbraio 2019 aderisce alla componente Alexandru Ioan Andrei, proveniente dal gruppo del Partito Social Democratico.
- Il 15 aprile 2019 aderisce alla componente Petru Sorin Marica, proveniente dal gruppo del Partito Social Democratico.
- Il 29 maggio 2019 si costituisce il gruppo parlamentare PRO Europa. Per aderirvi lasciano la componente Mircea Marian Banias, Nicolae Bănicioiu, Alexandra Bogaciu, Sorin Cîmpeanu, Daniel Constantin, Mircea Titus Dobre, Eugen Durbacă, Mihaela Huncă, Petru Sorin Marica, Marilena Emilia Meiroșu, Ion Mocioalcă, Cătălin Nechifor, Radu Adrian Pau, Octavian Petric, Gabriela Podașcă, Victor Ponta, Georgian Pop, Ion Spânu, Mihai Tudose, Alin Văcaru e Oana Silvia Vlăducă.
- Il 3 giugno 2019 lascia la componente Remus Borza, che aderisce al gruppo del Partito Social Democratico.
- Il 12 giugno 2019 lascia la componente Alexandru Ioan Andrei, che aderisce al gruppo del Partito Nazionale Liberale.
- Il 16 settembre 2019 aderiscono alla componente Ștefan Alexandru Băișanu, Grațiela Gavrilescu, Ion Cupă, Mihai Niță e Marian Gheorghe Cucșa, provenienti dal gruppo dell'Alleanza dei Liberali e dei Democratici.
- Il 18 settembre 2019 si discioglie una prima volta il gruppo parlamentare dell'Alleanza dei Liberali e dei Democratici. Aderiscono alla componente Anton Anton, Constantin Avram, Florică Ică Calotă, Steluța Gustica Cătăniciu, Andrei Gerea, Dumitru Lovin, Adrian Mocanu, Daniel Olteanu, Mihai Doru Oprișcan, Toma Petcu, Eusebiu Manea Pistru Popa, Marius Gheorghe Surgent, Ion Tabugan e Varujan Vosganian.
- Il 23 settembre 2019 gli ex deputati dell'Alleanza dei Liberali e dei Democratici aderiscono al gruppo PRO Europa. Lasciano la componente Anton Anton, Constantin Avram, Florică Ică Calotă, Steluța Gustica Cătăniciu, Andrei Gerea, Adrian Mocanu, Daniel Olteanu, Mihai Doru Oprișcan, Toma Petcu, Eusebiu Manea Pistru Popa, Marius Gheorghe Surgent, Ion Tabugan e Varujan Vosganian.
- Il 2 ottobre 2019 lascia la componente Dumitru Lovin, che aderisce al gruppo PRO Europa. Aderisce Mihăiță Găină, proveniente dal gruppo del Partito Social Democratico.
- Il 14 ottobre 2019 lascia la componente Mihai Niță, che aderisce al gruppo PRO Europa.
- Il 21 ottobre 2019 lascia la componente Ion Cupă, che aderisce al gruppo dell'Alleanza dei Liberali e dei Democratici.
- Il 26 novembre 2019 aderisce alla componente Daniel Constantin, proveniente dal gruppo PRO Europa.
- Il 4 dicembre 2019 lascia la componente Mihăiță Găină, che aderisce al gruppo del Partito Nazionale Liberale.
- Il 18 dicembre 2019 aderisce alla componente Neculai Iftimie, proveniente dal gruppo del Partito Social Democratico.
- Il 20 gennaio 2020 lascia la componente Daniel Constantin, che aderisce al gruppo del Partito Nazionale Liberale.
- Il 3 febbraio 2020 lasciano la componente Ștefan Alexandru Băișanu e Marian Gheorghe Cucșa e Grațiela Gavrilescu, che aderiscono al gruppo del Partito Social Democratico. Aderisce Ana Birchall, proveniente dal gruppo del Partito Social Democratico.
- Il 10 febbraio 2020 si discioglie una seconda volta il gruppo parlamentare dell'Alleanza dei Liberali e dei Democratici. Aderiscono alla componente Anton Anton, Constantin Avram, Florică Ică Calotă, Steluța Gustica Cătăniciu, Andrei Gerea, Dumitru Lovin, Adrian Mocanu, Daniel Olteanu, Mihai Doru Oprișcan, Toma Petcu, Eusebiu Manea Pistru Popa, Marius Gheorghe Surgent, Ion Tabugan e Varujan Vosganian.
- Il 25 febbraio 2020 aderisce alla componente Mircea Drăghici, proveniente dal gruppo del Partito Social Democratico.
- Il 9 marzo 2020 lasciano la componente Adrian Mocanu, che aderisce al gruppo del Partito del Movimento Popolare, Florică Ică Calotă, Toma Petcu, Marius Gheorghe Surgent e Ion Tabugan, che aderiscono al gruppo del Partito Nazionale Liberale.
- Il 2 aprile 2020 lascia la componente Eusebiu Manea Pistru Popa, che aderisce al gruppo del Partito del Movimento Popolare.
- Il 3 giugno 2020 lasciano la componente Anton Anton, Constantin Avram, Steluța Gustica Cătăniciu, Daniel Olteanu, Mihai Doru Oprișcan e Varujan Vosganian che aderiscono al gruppo del Partito Social Democratico.
- Il 24 giugno 2020 lascia la componente Andrei Gerea, che aderisce al gruppo del Partito Social Democratico.
- Il 30 giugno 2020 aderisce alla componente Marius Bodea, proveniente dal gruppo del Partito Nazionale Liberale.
- Il 1º settembre 2020 aderiscono alla componente Luminița Maria Jivan, proveniente dal gruppo del Partito Social Democratico, Lavinia Corina Cosma e Dan Răzvan Rădulescu, provenienti dal gruppo dell'Unione Salvate la Romania.
- L'8 settembre 2020 aderisce alla componente Marian Gheorghe Cucșa, proveniente dal gruppo del Partito Social Democratico.
- Il 27 ottobre 2020 aderisce alla componente Dragoș Petruț Bârlădeanu, proveniente dal gruppo del Partito Social Democratico.
- Il 18 dicembre 2020 Marius Bodea (Non iscritti) si dimette per non beneficiare della pensione parlamentare[16].